# Miękisze
Miękisze – wieś w Polsce położona w województwie podlaskim, w powiecie bielskim, w gminie Bielsk Podlaski. Nazwa miejscowości w miejscowej gwarze podlaskiej brzmi: Miakišy.

## Historia
Według Pierwszego Powszechnego Spisu Ludności, przeprowadzonego w 1921 r., wieś liczyła 31 domów i zamieszkiwało ją 76 osób (46 kobiet i 30 mężczyzn). Wszyscy ówcześni mieszkańcy miejscowości zadeklarowali białoruską przynależność narodową oraz wyznanie prawosławne. W okresie międzywojennym wieś nazywała się Miakisze i znajdowała się w gminie Pasynki.
W latach 1975–1998 miejscowość administracyjnie należała do województwa białostockiego.

## O wsi
Obok miejscowości przepływa niewielka rzeka Łoknica, dopływ Narwi.

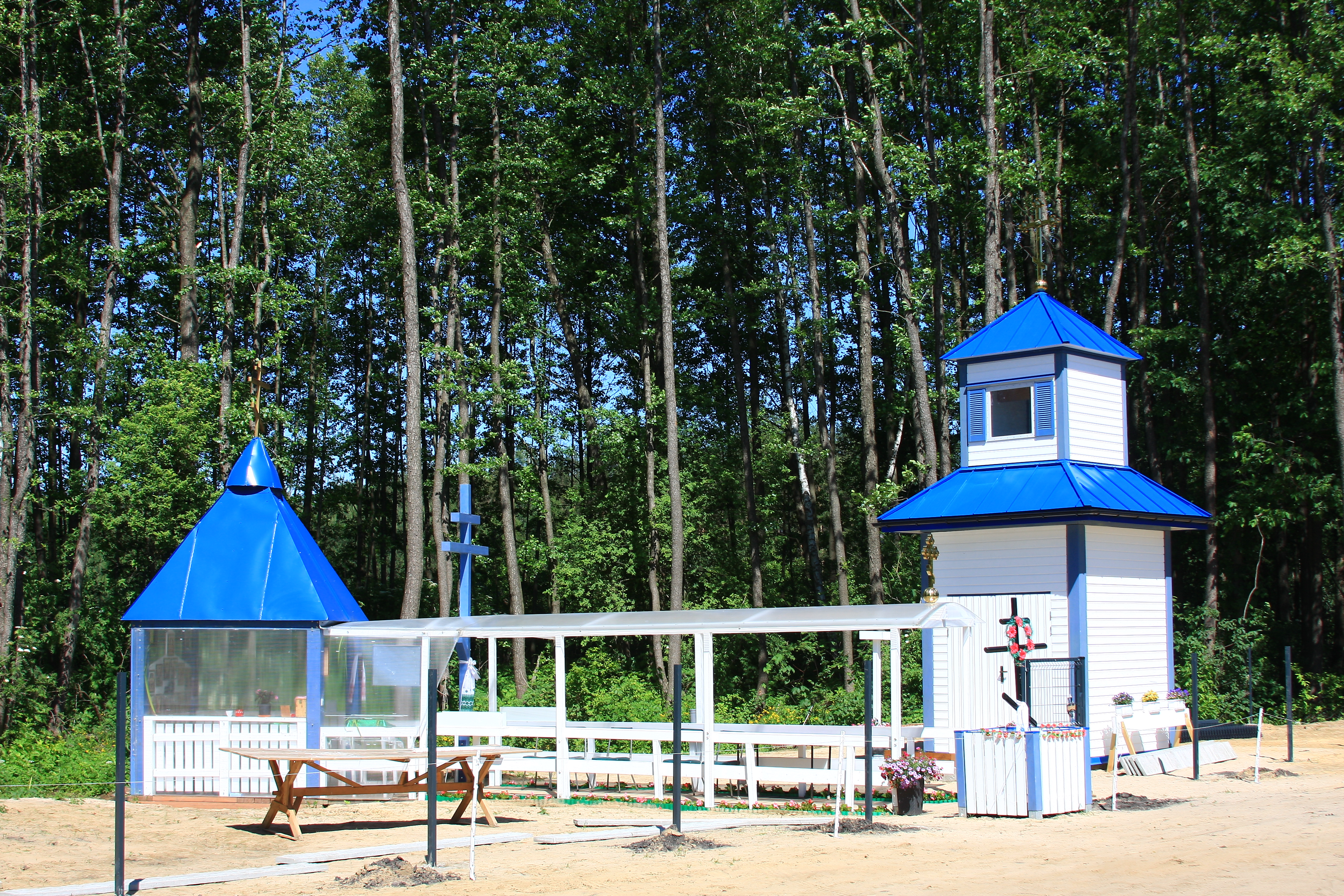
Kapliczka prawosławna przy źródle

W obrębie wsi znajduje się źródełko, będące miejscem prawosławnego kultu. W 2017 r. wzniesiono tu niewielką kaplicę.
Wierni Kościoła prawosławnego należą do parafii Narodzenia św. Jana Chrzciciela w Pasynkach, a Kościoła rzymskokatolickiego – do parafii Matki Bożej z Góry Karmel w Bielsku Podlaskim.